# برنارد لاما
برنارد لاما (به فرانسوی: Bernard Lama) متولد ۷ آوریل ۱۹۶۳ بازیکن پیشین تیم ملی فوتبال فرانسه است که اصلیت گینه‌ای دارد. وی مدت کوتاهی مربی تیم ملی فوتبال کنیا بود که به دلیل بی‌نظمی حاکم بر فدراسیون این کشور استعفا داد.